# ويليام ك. رايلي
ويليام ك. رايلي (بالإنجليزية: William K. Reilly)‏ هو مدير أمريكي، ولد في 26 يناير 1940 في ديكادور في الولايات المتحدة.

## وصلات خارجية
- ويليام ك. رايلي على موقع مونزينجر (الألمانية)
- ويليام ك. رايلي على موقع إن إن دي بي (الإنجليزية)